# Cameron Nunataks
Cameron Nunataks är nunataker i Antarktis. De ligger i Östantarktis. Frankrike gör anspråk på området.